# Міябе Міюкі
Міюкі Міябе (яп. 宮部みゆき, Міябе Міюкі, нар. 23 грудня 1960, Кото, Токіо, Японія) — японська письменниця, працює в різних жанрах, лауреат японських літературних премій.

## Біографія
Міябе Міюкі народилася 23 грудня 1960 в Кото (передмісті Токіо), закінчила університет в Сумідаґаві, потім працювала в адвокатській конторі. Вона почала писати оповідання у віці 23 років. Ще під час роботи в конторі навчалася в заочній школі письменницької майстерності при видавництві Kodansha publishing company. Її дебютною книгою став роман «Warera ga rinjin no hanzai» (яп. 我らが隣人の犯罪), опублікований в 1987 році. Зараз на рахунку Міябе Міюкі понад 35 книг гостросюжетного жанру, численні збірки оповідань і книги інших жанрів.

## Творчість
Її книги отримали велику кількість престижних японських літературних премій, наприклад, роман «Kasha» (火車) відзначений у 1993 Премією Шюгоро Ямамото (Yamamoto Shūgorō). Роман перекладений на англійську мову Альфредом Бірнбаумом (Alfred Birnbaum) як «All She Was Worth» і має велику популярність в англомовних країнах.
Роман Riyū [The Reason] (яп. 理由) у 1998 році нагороджений престижною літературною «Премією Наокі», а у 2004 році в Японії за нього знято фільм. Всього за книгами Міюкі знято 6 фільмів.
Роман «Brave Story» (Shinsetsu) в Японії встиг стати культовим. Історія про пригоди одинадцятирічного хлопчика Ватару (Wataru) у чарівній країні Vision отримала манга, аніме, а потім і ігрове втілення.
Книга «Пригода в будинку Гамо» отримала сплаву класичного детективу і наукової фантастики.
У романі «Віртуальна родина» Міюкі Міябе занурює читача у світ інтернет-чатів, які приваблюють людей різного віку і положення можливістю побути тим, ким їм хотілося б бути. Розслідуючи вбивство літнього службовця, поліція виявляє в комп'ютері жертви електронні повідомлення, з яких випливає, що покійний був постійним учасником чат-спільноти, де грав роль «папи» віртуальної «родини». В цій рольовій грі його дочку звали Казумі — як і його дочка в реальному житті. Коли справжня Казумі дізнається про альтернативну життя батька, ілюзія і дійсність стикаються самим драматичним чином.